# Neuroticisme
Le neuroticisme (ou névrosisme, névrotisme, neurotisme) est un trait de personnalité fondamental dans l'étude de la psychologie. Mis en évidence empiriquement dans le modèle des "Big Five" puis dans le modèle HEXACO (émotivité), il caractérise une tendance persistante à l'expérience des émotions négatives. Les individus possédant un haut degré de neuroticisme peuvent faire l'expérience d'émotions telles que l'anxiété, la colère, la culpabilité et la dépression. Le neuroticisme est associé à une faible intelligence émotionnelle, ce qui peut impliquer une baisse de motivation et des activités interpersonnelles ; c'est également un facteur de risque pour des troubles mentaux tels que la phobie, la dépression, les peurs paniques, et autres troubles anxieux (appelés névroses),. Une méta-analyse de 59 études longitudinales a montré qu'un fort neuroticisme prédit le développement de l'anxiété, la dépression, la toxicomanie, la psychose, la schizophrénie, et la détresse psychologique non spécifique, même après ajustement pour les symptômes de base et les antécédents psychiatriques. Le neuroticisme est hautement corrélé à certains traits de personnalité et pourrait avoir des origines génétiques.

## Physiologie
Le neuroticisme serait apparemment lié aux différences physiologiques cérébrales. Hans Eysenck, dans sa théorie, explique que le neuroticisme est une fonction de l'activité du système limbique, et sa recherche démontre que les individus souffrant grandement de neuroticisme possèderaient un système nerveux sympathique réactif, et seraient plus sensibles à l'environnement qui les entoure.